# Nossa Senhora da Conceição (Alandroal)

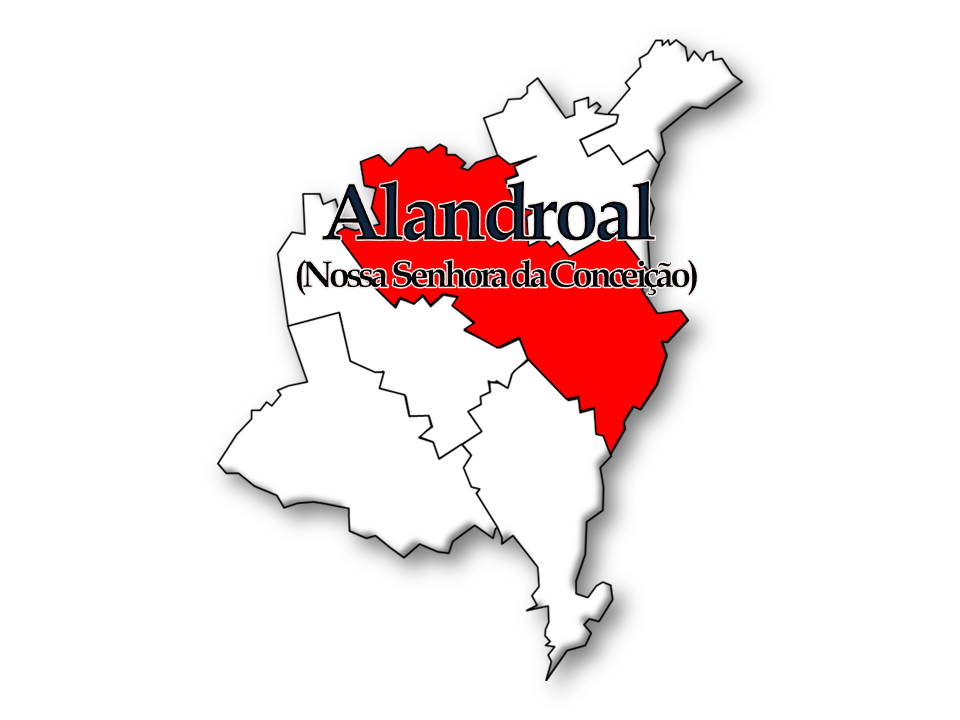
Localização da freguesia de Nossa Senhora da Conceição no município do Alandroal

Nossa Senhora da Conceição foi uma freguesia portuguesa do município do Alandroal, com 163,99 km² de área e 1 873 habitantes (2011). Densidade: 11,4 hab./km². 
Tem o nome alternativo de Alandroal e inclui esta vila e a aldeia do Rosário.

## História
Esta freguesia foi extinta (agregada), em 2013, no âmbito de uma reforma administrativa nacional, tendo sido agregada às freguesias de São Brás dos Matos (Mina do Bugalho) e Juromenha, para formar uma nova freguesia denominada União das Freguesias de Alandroal (Nossa Senhora da Conceição), São Brás dos Matos (Mina do Bugalho) e Juromenha.

## Geografia
Localizada no centro do município, Nossa Senhora da Conceição tem por vizinhos as localidades de São Brás dos Matos (Mina do Bugalho) a nordeste, Capelins (Santo António) a sul e Terena (São Pedro) a sudoeste, o município de Vila Viçosa a norte e a Espanha a leste.

## População
| População da freguesia de Alandroal (Nossa Senhora da Conceição) | População da freguesia de Alandroal (Nossa Senhora da Conceição) | População da freguesia de Alandroal (Nossa Senhora da Conceição) | População da freguesia de Alandroal (Nossa Senhora da Conceição) | População da freguesia de Alandroal (Nossa Senhora da Conceição) | População da freguesia de Alandroal (Nossa Senhora da Conceição) | População da freguesia de Alandroal (Nossa Senhora da Conceição) | População da freguesia de Alandroal (Nossa Senhora da Conceição) | População da freguesia de Alandroal (Nossa Senhora da Conceição) | População da freguesia de Alandroal (Nossa Senhora da Conceição) | População da freguesia de Alandroal (Nossa Senhora da Conceição) | População da freguesia de Alandroal (Nossa Senhora da Conceição) | População da freguesia de Alandroal (Nossa Senhora da Conceição) | População da freguesia de Alandroal (Nossa Senhora da Conceição) | População da freguesia de Alandroal (Nossa Senhora da Conceição) |
| ---------------------------------------------------------------- | ---------------------------------------------------------------- | ---------------------------------------------------------------- | ---------------------------------------------------------------- | ---------------------------------------------------------------- | ---------------------------------------------------------------- | ---------------------------------------------------------------- | ---------------------------------------------------------------- | ---------------------------------------------------------------- | ---------------------------------------------------------------- | ---------------------------------------------------------------- | ---------------------------------------------------------------- | ---------------------------------------------------------------- | ---------------------------------------------------------------- | ---------------------------------------------------------------- |
| 1864                                                             | 1878                                                             | 1890                                                             | 1900                                                             | 1911                                                             | 1920                                                             | 1930                                                             | 1940                                                             | 1950                                                             | 1960                                                             | 1970                                                             | 1981                                                             | 1991                                                             | 2001                                                             | 2011                                                             |
| 734                                                              | 790                                                              | 876                                                              | 978                                                              | 1 214                                                            | 1 387                                                            | 1 608                                                            | 1 895                                                            | 1 981                                                            | 1 828                                                            | 2 392                                                            | 2 058                                                            | 2 015                                                            | 1 938                                                            | 1 873                                                            |

## Vila do Alandroal
A vila do Alandroal é a sede do município, sendo um aglomerado  com cerca de 156,6 hectares e com cerca de 25% da população de todo o município, que perfaz os 1454 habitantes no total. 

Foi elevada à categoria de vila em 1486 através da Carta de Foral atribuída por D. João II (freguesia de Nossa Senhora da Conceição).

## Património
- Castelo do Alandroal
- Pelourinho de Alandroal
- Igreja da Misericórdia ou Igreja da Santa Casa da Misericórdia e fonte

## Equipamentos
- 2 Centros escolares;
- Centro de saúde do município;
- Centro Paroquial de Alandroal;
- Santa Casa da Misericórdia;
- 2 Lares de idosos;
- Creche;
- Complexo desportivo.